# Arkoe (Missouri)
Arkoe est un village du comté de Nodaway, dans le Missouri, aux États-Unis,. Situé au sud de la partie centrale du comté, il est incorporé en 1905.

## Démographie
Lors du recensement de 2010, le village comptait une population de 68 habitants. Elle est estimée, en 2017, à 63 habitants.

### Source de la traduction
- (en) Cet article est partiellement ou en totalité issu de l’article de Wikipédia en anglais intitulé « Arkoe, Missouri » (voir la liste des auteurs).